# Kevin Barry (nationaliste)
Pour les articles homonymes, voir Kevin Barry (homonymie) et Barry.
 (juin 2016).
Si vous disposez d'ouvrages ou d'articles de référence ou si vous connaissez des sites web de qualité traitant du thème abordé ici, merci de compléter l'article en donnant les références utiles à sa vérifiabilité et en les liant à la section « Notes et références ».
Kevin Gerard Barry, né le 20 janvier 1902 à Dublin et mort dans cette même ville le 1er novembre 1920, est un étudiant et nationaliste irlandais. Il est le premier républicain irlandais exécuté par les Britanniques depuis l'Insurrection de Pâques 1916.

## Biographie
Barry est condamné à mort à la prison de Mountjoy pour sa participation à une opération des Irish Volunteers qui a entraîné la mort de trois soldats britanniques.
L'exécution de Barry indigne l'opinion publique nationaliste en Irlande et sa diaspora, principalement en raison de son jeune âge. De plus, le moment de l'exécution arrive quelques jours seulement après la mort à la suite d'une grève de la faim de Terence MacSwiney, le lord-maire de Cork. Dans une attention internationale, des tentatives sont faites par des fonctionnaires des États-Unis et du Vatican d'obtenir un sursis.

## Postérité

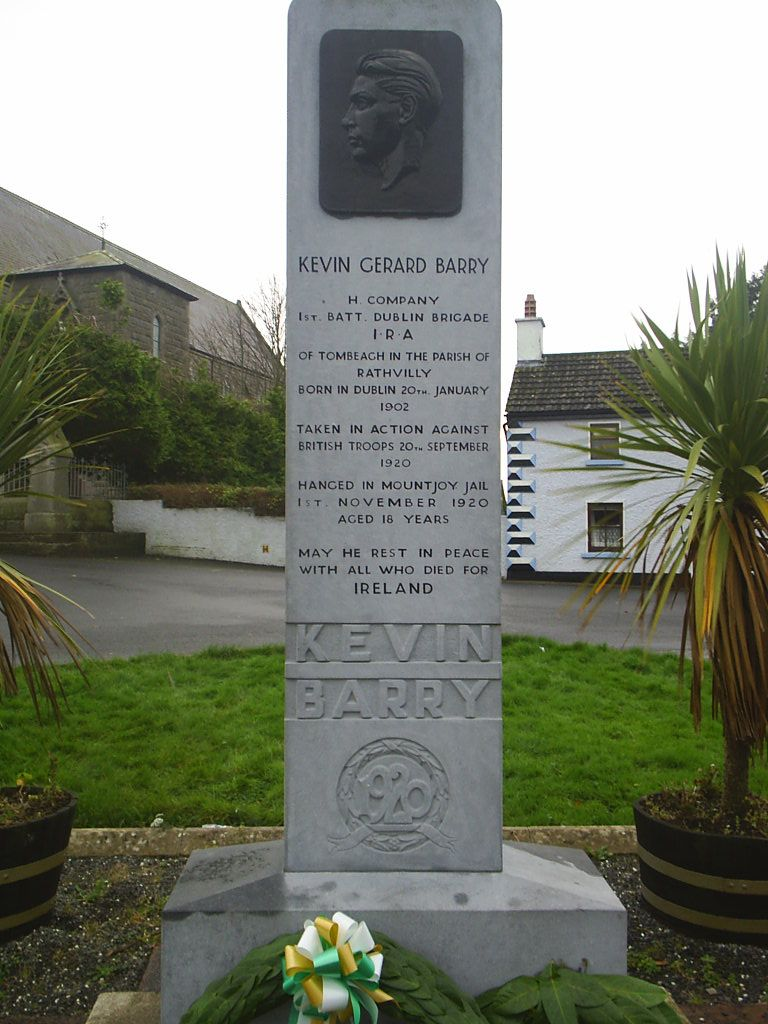
Monument.

Une ballade intitulée Kevin Barry (en) évoque son exécution.